# Joaquim Garrigosa i Massana
Joaquim Garrigosa i Massana (Barcelona, 1955) és musicòleg, llicenciat en Geografia i Història per la Universitat de Barcelona i doctor en història per la Universitat Autònoma de Barcelona amb la tesi doctoral “La notació musical a Catalunya fins al segle xiii”.
Els seus primers contactes amb la música foren els estudis a l'Escolania de Montserrat, que continuà al Conservatori Municipal de Música de Barcelona. Més tard fou un dels fundadors de la Coral Càrmina juntament amb Jordi Casas. Ha estat director de la Coral Antics Escolans de Montserrat i del Cor Sant Esteve (Vila-seca).
En l'àmbit de la gestió cultural i la docència, Garrigosa ha estat gerent del Patronat Municipal de Música de Vila-seca i director del Conservatori de Música de Vila-seca entre 1996 i 2012. També ha estat director artístic del Cicle Coral de L'Auditori de Barcelona i director de programació musical de L'Auditori Josep Carreras de Vila-seca (2002-2012). Anteriorment, Garrigosa va ser responsable d'ensenyaments musicals i artístics al Departament d'Ensenyament de la Generalitat de Catalunya entre el 1993 i el 1996, professor de l'Escola de Pedagogia Musical/Mètode Ireneu Segarra, professor al Conservatori de Vila-Seca entre el 1987 i el 1993 i fundador i director de l'Escola de Música de l'Orfeó Català (actualment Escola de Música del Palau) entre el 1975 i el 1986. Entre els anys 2005 i 2013 presidí la Societat Catalana de Musicologia.
El març de 2012 va ser nomenat director de L'Auditori de Barcelona càrrec que exercí fins al desembre de 2018 en què fou nomenat Robert Brufau. En l'àmbit de la musicologia ha treballat especialment entorn de la notació musical a Catalunya entre els segles IX al XIII àmbit en què ha publicat diversos estudis i articles especialitzats i del què imparteix docència universitària.

## Obra publicada
- "Escola de Pedagogia Musical. Mètode Ireneu Segarra", Perspectiva Escolar núm. 372, Novembre 2013.
- "La música medieval" dins Història crítica de la música catalana. Francesc Bonastre, Francesc Cortès, coordinadors. [Bellaterra] : Universitat Autònoma de Barcelona, DL 2009
- Els Manuscrits musicals a Catalunya fins al segle xiii : l'evolució de la notació musical. Lleida : Institut d'Estudis Ilerdencs, 2003.
- El cant gregorià i la litúrgia cristiana llatina. Notes al programa d'un concert de Gregorià al Festival de Girona, 2001.
- "Monodia litúrgica i profana" dins Història de la Música Catalana Valenciana i Balear. Barcelona, 2000.
- L'Ensenyament musical a Catalunya [text mecanografiat, Biblioteca de Catalunya]. Barcelona, [1999].
- Catálogo de manuscritos e impresos musicales del Archivo Histórico Nacional y del Archivo de la Corona de Aragón. Madrid : Dirección General de Bellas Artes y Archivos. Dirección de Archivos Estatales, 1994.